# Roberto Ceccacci
Roberto Ceccacci, detto Roby (Roma, 25 novembre 1938) è un attore e agente dello spettacolo italiano.

## Biografia
Lavora nel cinema soprattutto come caratterista, e in alcune serie televisive.
Apre nel 1960 un'agenzia di attori e negli anni sessanta e settanta svolge anche il ruolo di talent scout per il cinema italiano, grazie a delle relazioni professionali con registi quali Federico Fellini, Pietro Germi, Pier Paolo Pasolini e Carlo Lizzani. Scopre talenti come Eleonora Giorgi e Agostina Belli, Franco Nero, Martine Brochard, Monica Guerritore, Barbara De Rossi, Serena Grandi, Antonella Ponziani, Peter Martell e Tony Kendall.
Debutta al cinema come attore nel 1960, diretto da Vittorio Cottafavi ne La vendetta di Ercole, poi lavora con i registi Carlo Veo, Armando W. Tamburella, Luigi Filippo D'Amico e Luigi Petrini.
Poi Giacomo Gentilomo gli affida il ruolo di Redolphis in Maciste e la regina di Samar; Mario Caiano lo scrittura per Erik il vichingo.
Nel 1967 va in Francia su incarico di Elio Pedretti (patron di Miss Universo) per individuare una ragazza che venga in Italia a partecipare al concorso “Lady Europa". A Nizza contatta Edwige Fenech e la convince a venire in Italia. Le procura le sue prime parti italiane, aiutandola a lanciarsi nel mondo dello spettacolo.
Ritorna al ruolo di attore nel 1981 e debutta in televisione con  La nouvelle malle des Indes mini-serie per la regia di Christian-Jaque. Al cinema recita in vari film con i registi  Pasquale Festa Campanile, Carlo Verdone, Nando Cicero, Marino Girolami, Sergio Nasca, Carlo Vanzina, Filippo Ottoni, Nello Rossati, Antonio D'Agostino e Ninì Grassia.
I più apprezzati ruoli li ottiene nei film Stanno tutti bene, di Giuseppe Tornatore, Tolgo il disturbo di Dino Risi e Festival di Pupi Avati. Chiude la carriera cinematografica nel 2000.
Ritorna poi in televisione per due serie: Don Matteo nell'episodio In attesa di giudizio (2000) per la regia di Enrico Oldoini e Elisa di Rivombrosa nel 2003.
Chiude infine anche la carriera televisiva con la partecipazione a La stagione dei delitti per la regia di José María Sánchez nel 2005.

## Filmografia

### Cinema
- La vendetta di Ercole, regia di Vittorio Cottafavi (1960)
- Spade senza bandiera, regia di Carlo Veo (1961)
- Mina... fuori la guardia, regia di Armando William Tamburella (1961)
- Akiko, regia di Luigi Filippo D'Amico (1961)
- Una storia di notte, regia di Luigi Petrini (1964)
- Maciste e la regina di Samar, regia di Giacomo Gentilomo (1964)
- Erik il vichingo, regia di Mario Caiano (1965)
- I giochi proibiti de l'Aretino Pietro, regia di Piero Regnoli (1973)
- L'onorevole con l'amante sotto il letto, regia di Mariano Laurenti (1981)
- Porca vacca, regia di Pasquale Festa Campanile (1982)
- Borotalco, regia di Carlo Verdone (1982)
- Il paramedico, regia di Sergio Nasca (1982)
- Pierino colpisce ancora, regia di Marino Girolami (1982)
- Paulo Roberto Cotechiño centravanti di sfondamento, regia di Nando Cicero (1982)
- Amarsi un po'..., regia di Carlo Vanzina (1984)
- È arrivato mio fratello, regia di Castellano e Pipolo (1985)
- Fotoromanzo, regia di Mariano Laurenti (1986)
- Mia moglie è una bestia, regia di Castellano e Pipolo (1988)
- I giorni randagi, regia di Filippo Ottoni (1988)
- La puritana, regia di Ninì Grassia (1989)
- La donna dell'isola, regia di Lorenzo Onorati (1989)
- Provocazione fatale, regia di Ninì Grassia (1990)
- Stanno tutti bene, regia di Giuseppe Tornatore (1990)
- Tolgo il disturbo, regia di Dino Risi (1990)
- Mi manca Marcella, regia di Renata Amato (1992)
- Ci hai rotto papà, regia di Castellano e Pipolo (1993)
- Il giorno del giudizio, regia di Nello Rossati (1994)
- Cercasi successo disperatamente, regia di Ninì Grassia (1994)
- L'intesa, regia di Antonio D'Agostino (1995)
- Festival, regia di Pupi Avati (1996)
- Il pesce innamorato, regia di Leonardo Pieraccioni (1999)
- Alex l'ariete, regia di Damiano Damiani (2000)
- Le giraffe, regia di Claudio Bonivento (2000)

### Televisione
- La nouvelle malle des Indes, regia di Christian-Jaque – serie TV (1981)
- Turno di notte – serie TV, episodio 1x08 (1987)
- Due fratelli – serie TV (1988)
- Classe di ferro – serie TV, episodio "Reclute" (1989)
- Aquile – serie TV (1989)
- Don Matteo – serie TV, episodio 1x09 (2000)
- Elisa di Rivombrosa – serie TV, capitoli: 1, 2, 3 e 4 (2003)
- La stagione dei delitti – serie TV, episodi "Una voce nel buio" e "Accetta" (2004)
- Il veterinario, regia di José María Sánchez – miniserie TV (2005)
- I Cesaroni, regia di Francesco Vicario – serie TV, episodio: "Houston, abbiamo un problema" (2006)
- Provaci ancora prof – serie TV, quarta stagione (2012)